# Університет Орегону

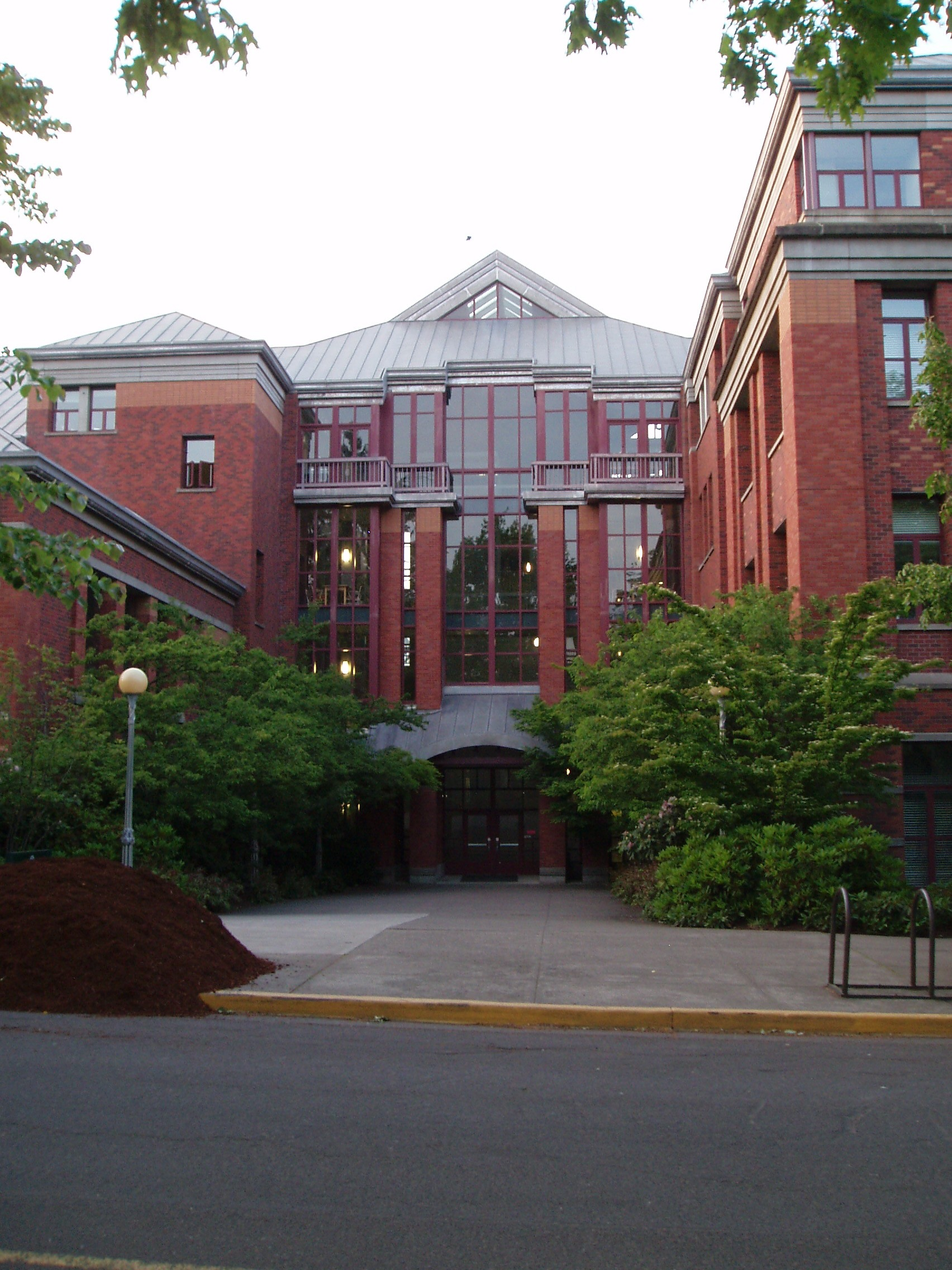
Вилламет-Хол.

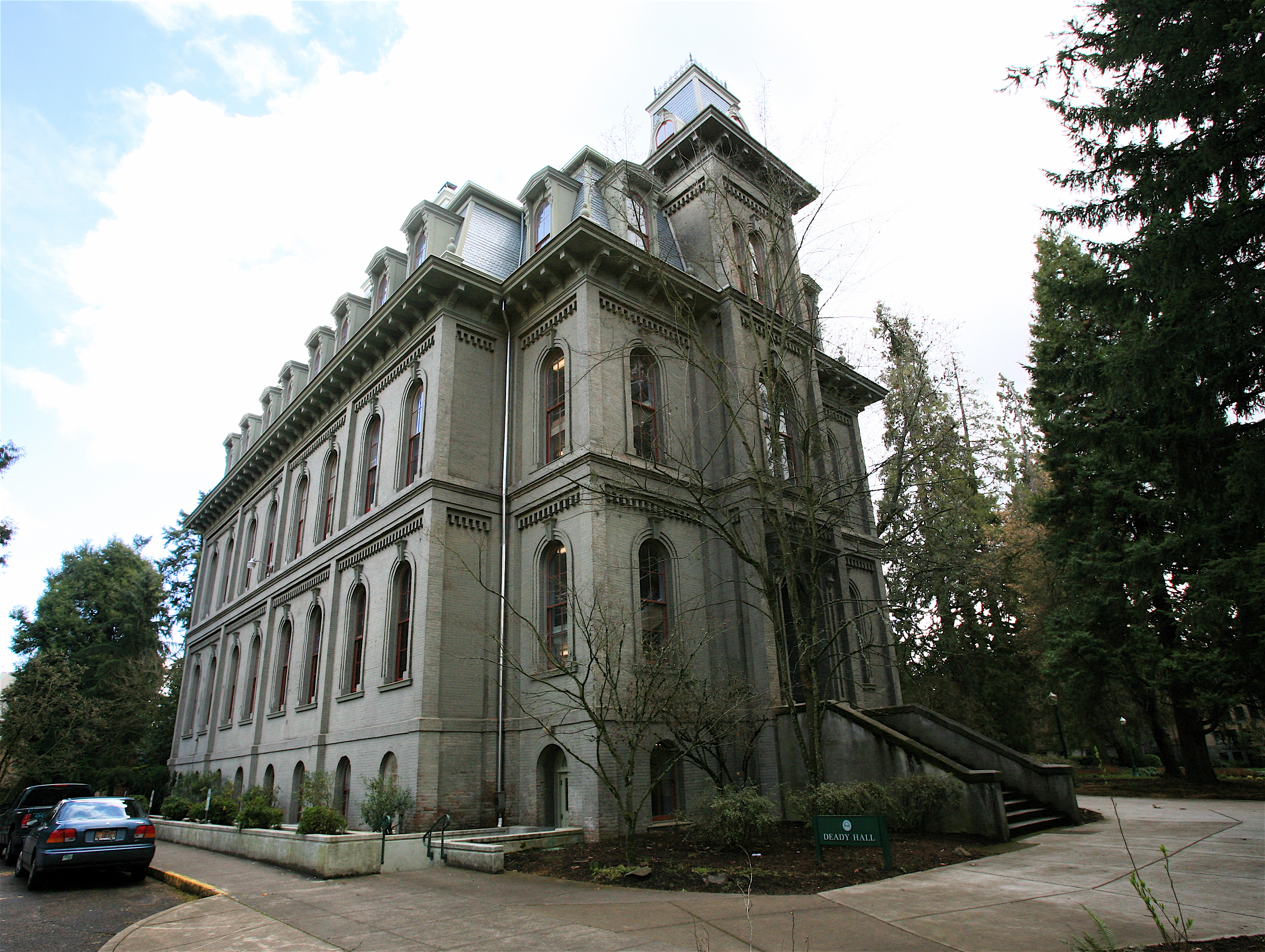
Перший корпус університету Деді-Хол.

Університет Орегону (англ. University of Oregon, або скорочено UO) — один із трьох найбільших вишів міста Юджін у штаті Орегон. Заснований у 1876 році. Річний бюджет 386,5 млн доларів. Працівників — 1666 чоловік. Студентів — 23634, у тому числі 20067 тих, що здобувають ступінь бакалавра й 3567 тих, що здобувають вищі наукові ступені.
Університетське містечко розташоване у місті на пагорбі південніше центру міста на площі 119,4 га.
Спортивні кольори зелений й жовтий з прізвиськом «качки».

## Видатні викладачі й випускники
- Пол Захарі Майєрс — американський біолог.
- Джо Сакко — мультиплікатор і журналіст